# Chloroclystis thaumasta
Ardonis thaumasta là một loài bướm đêm trong họ Geometridae.